# Hua Chenyu
Hua Chenyu (chiń. upr. 华晨宇; chiń. trad. 華晨宇; pinyin Huà Chényǔ; ur. 7 lutego 1990), również znany jako HuaHua (chiń. 花花) – chiński piosenkarz, kompozytor oraz autor tekstów. Zyskał popularność przez wygraną w programie telewizyjnym Super Boy 2013, wyprodukowanym przez chińską telewizję Hunan TV. Znany i ceniony za niesamowite zdolności wokalne, dramatyczne występy oraz zdolności w komponowaniu utworów muzycznych.

## Dyskografia

### Albumy
| ＃ | Informacje o albumie                                                  | Lista utworów |
| -- | --------------------------------------------------------------------- | --- |
| 1. | Quasimodo’s Gift (chn. 卡西莫多的礼物) Data wydania: 18 września 2014 | Lista utworów 1. Why Nobody Fights 2. Shimmer (微光) 3. Let You Go 4. Ashes From Fireworks (烟火里的尘埃) 5. Bomb Squad (拆弹专家) 6. Quasimodo's Gift (卡西莫多的礼物) 7. All Lonely (我们都是孤独的) 8. Eternity (不朽) 9. Traveling (环游) 10. Bedtime Story (枕边故事) |
| 2. | Aliens (chn. 异类) Data wydania: 18 grudnia 2015                      | Lista utworów 1. I Don't Care (我管你) 2. Kings and Paupers feat. Aska Yang (国王与乞丐 feat.杨宗纬) 3. The Mayfly (蜉蝣) 4. The Antonym (反义词) 5. Aliens (异类) 6. The Escape from Utopia (逃离乌托邦) 7. The World Is A Zoo (世界是个动物园) 8. The Mask (变相怪杰) 9. For My Future Child (写给未来的孩子) 10. The Salt of The Earth (地球之盐) 11. The Giant in Sorrow (忧伤的巨人) |
| 3. | H Data wydania: 7 marca 2017                                          | Lista utworów 1. Here We Are 2. The Giant Deer（巨鹿） 3. To Be Free 4. For Forever 5. Gone with the Loneliness (我离孤单几公里) 6. Lost of Yesterday（消失的昨天） 7. The Creator (造物者) 8. My Skate Shoes 2016 (我的滑板鞋2016） |

### Single
| Rok  | Tytuł                                  |
| ---- | -------------------------------------- |
| 2013 | 我和我 (Me and Myself)                 |
| 2013 | 趁你还年轻 (While You are Still Young) |
| 2014 | 春 (Spring)                            |
| 2014 | 癌 (Cancer)                            |
| 2015 | 高手归来 (The Return of the Master)    |
| 2016 | 横冲直撞 (The Rampage)                 |
| 2016 | 火星情报局 (Mars Intelligence Agency)  |
| 2016 | 穿心 (Through the heart)               |
| 2017 | 寻 (Seeking)                           |
| 2017 | 齐天 (Heaven's Equal)                  |
| 2017 | 无聊人 (I'm Boring)                    |
| 2017 | 智商二五零 (IQ250)                     |
| 2017 | 蜡烛 (Candle)                          |
| 2018 | 嗨夏(Hi Summer)                        |
| 2018 | 寒鸦少年 (Jackdaw Boy)                 |